# Guggemoos

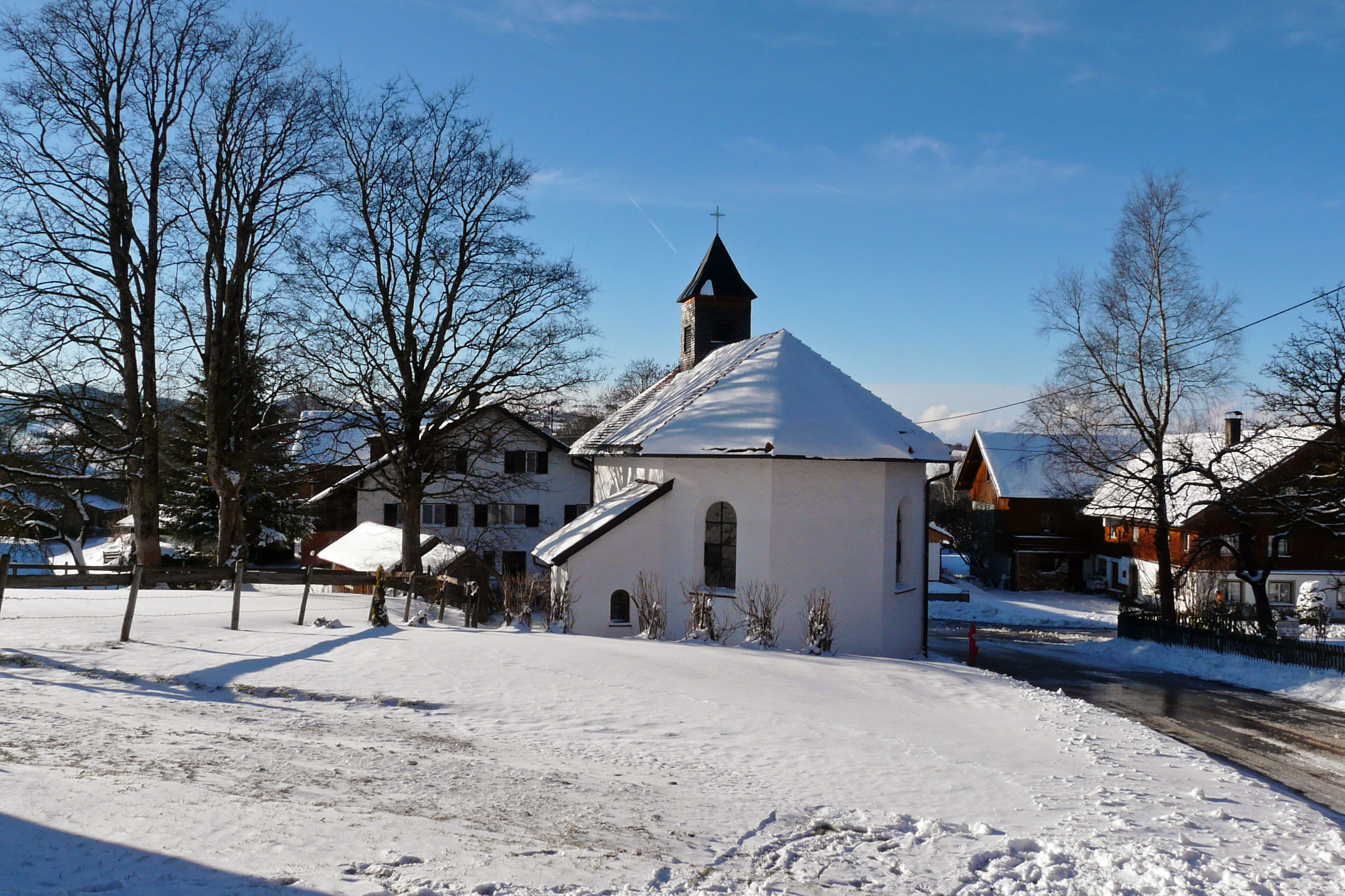
Guggemoos

Guggemoos ist ein Gemeindeteil der Gemeinde Oy-Mittelberg im Landkreis Oberallgäu (Schwaben, Bayern). Das Dorf hat etwas mehr als 30 Häuser.

## Struktur und Geographie
Ursprünglich ein fast reines Bauerndorf, hat es sich heute zu einer Ortschaft mit nur wenigen aktiven Landwirten gewandelt, die von der Milchwirtschaft leben; außerdem wohnen dort viele Handwerker und Zugezogene aller Berufsgruppen.
Zum Gemeindeteil gehören der Weiler Bichel und das in Richtung Maria Rain gelegene Anwesen Schnakenhöhe.
Guggemoos liegt zwischen Oy und Maria-Rain im bergnahen Voralpengebiet an der Wertach, der Grenze zwischen den Landkreisen Oberallgäu und Ostallgäu, fast zu Füßen des Alpspitz, dem „Hausberg“ Nesselwangs. Nördlicher Nachbar ist der Gemeindeteil Schwarzenberg am Rande des Kempter Waldes.

## Verkehr
Buslinien gibt es nach Füssen und Kempten (Allgäu), sodass täglich im Stundentakt die Allgäu-Metropole oder im Süden die österreichische Grenze erreicht werden kann. Guggemoos liegt am Bodensee-Königssee-Radweg.

## Kapelle
Im Ortskern liegt die 1858 erbaute St.-Martins-Kapelle mit kleinem Glockenturmaufsatz, der um die Jahrtausendwende mit einem elektrischen Läutwerk ausgestattet wurde. Zeitgleich wurde mit großem ehrenamtlichem Einsatz die Kapelle trockengelegt, unterfangen und von Grund auf innen und außen renoviert.